# Bồ câu xanh đốm
Bồ câu xanh đốm hay bồ câu Liverpool (Caloenas maculata) là một loài chim bồ câu rất có thể đã tuyệt chủng. Nó lần đầu tiên được đề cập và mô tả vào năm 1783 bởi John Latham, người đã nhìn thấy hai mẫu vật không rõ nguồn gốc và một bức vẽ mô tả loài chim. Các mối quan hệ phân loại của loài chim này từ lâu đã bị mù mờ, và các tác giả ban đầu đưa ra nhiều khả năng khác nhau, mặc dù ý kiến cho rằng nó có liên quan đến chim bồ câu Nicobar (C. nicobarica) đã thịnh hành, và do đó nó được xếp vào cùng một giống Caloenas. Ngày nay, loài này chỉ được biết đến từ một mẫu vật được lưu giữ tại Bảo tàng Thế giới, Liverpool. Được khai thác trong phần lớn thế kỷ 20, nó đã được Sách đỏ IUCN công nhận là loài đã tuyệt chủng hợp lệ chỉ vào năm 2008. Nó có thể có nguồn gốc từ một hòn đảo ở đâu đó ở Nam Thái Bình Dương hoặc Ấn Độ Dương, và có ý kiến cho rằng một loài chim được người dân đảo Tahitian gọi là titi chính là loài chim này. Vào năm 2014, một nghiên cứu di truyền đã xác nhận nó là một loài khác biệt có liên quan đến chim bồ câu Nicobar và cho thấy cả hai là họ hàng gần nhất của chim dodo và Rodrigues solitaire đã tuyệt chủng.
Mẫu vật còn sót lại dài 32 cm (13 in) và có bộ lông màu nâu sẫm với màu xanh lá bóng. Lông cổ dài, và hầu hết các lông ở phần trên và cánh có một đốm màu vàng theo lời của họ. Nó có mỏ màu đen với đầu màu vàng, cuối đuôi có một dải màu nhạt. Nó có đôi chân tương đối ngắn và đôi cánh dài. Người ta cho rằng nó có một chỗ nhô lên trên mỏ, nhưng không có bằng chứng cho điều này. Không giống như chim bồ câu Nicobar, chủ yếu sống trên cạn, các đặc điểm ngoại hình của chim bồ câu đốm xanh cho thấy nó chủ yếu là sống trên cây và ăn trái cây. Chim bồ câu xanh đốm có thể đã gần tuyệt chủng vào thời điểm người châu Âu đến khu vực bản địa của nó, và có thể đã biến mất do bị các loài động vật du nhập vào khoảng những năm 1820 săn mồi và ăn thịt quá mức.

## Phân loại

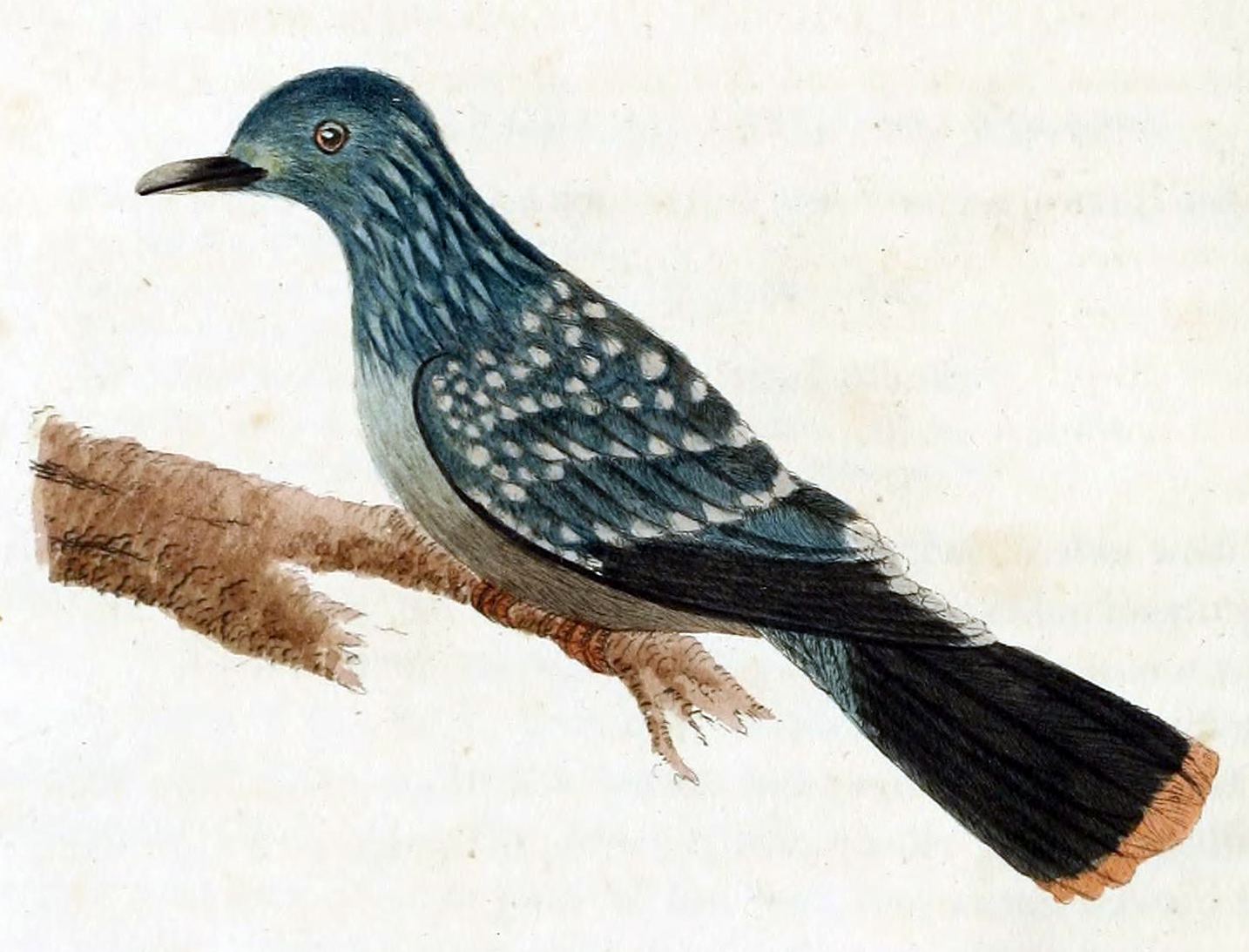
Minh hoạ bởi John Latham, từ Lịch sử chung của các loài chim, 1823

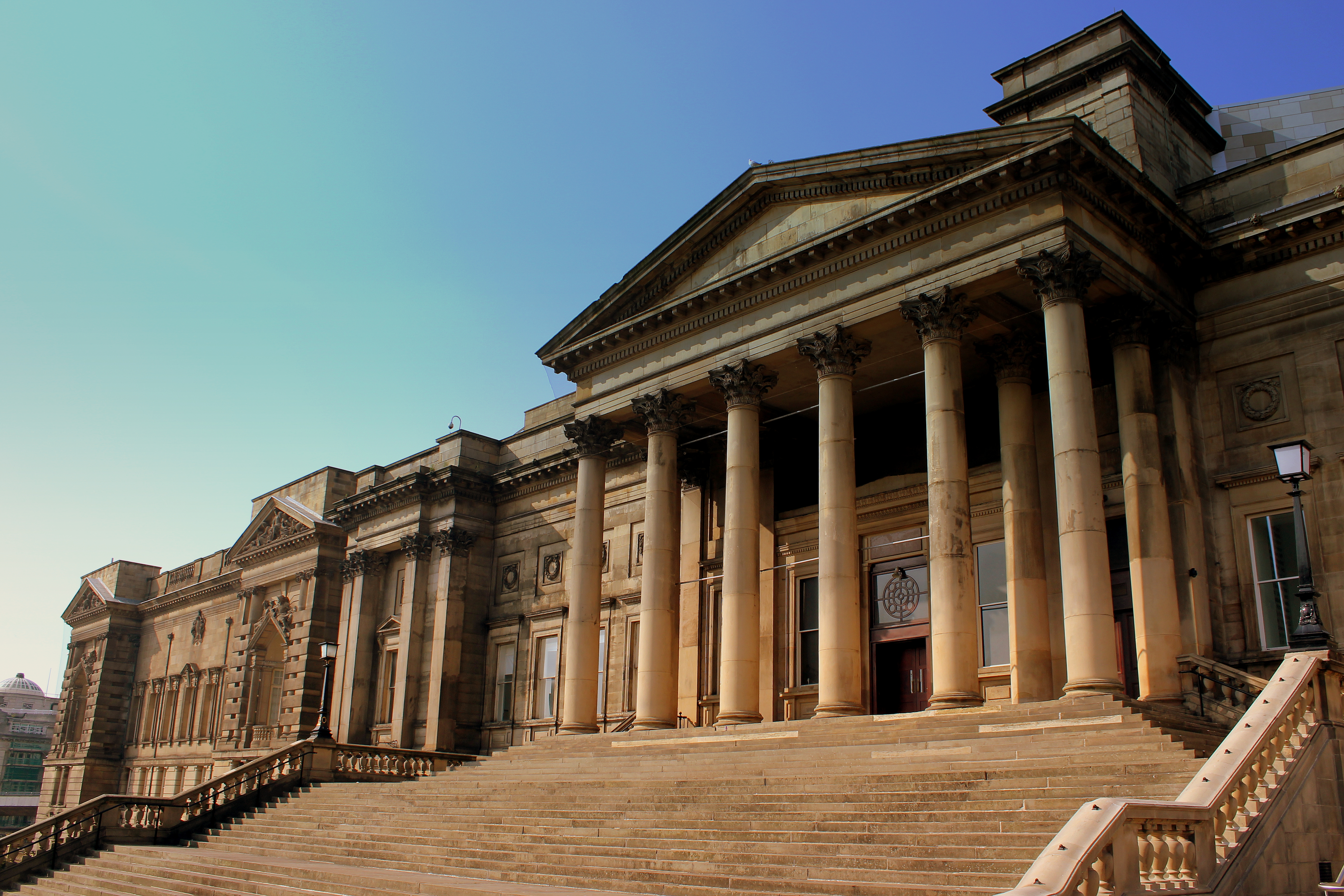
Bảo tàng Thế giới ở Liverpool, nơi lưu giữ mẫu vật duy nhất

Chim bồ câu xanh đốm lần đầu tiên được đề cập và mô tả bởi nhà điểu học người Anh John Latham trong tác phẩm năm 1783 "A General Synopsis of Birds". Latham nói rằng ông đã nhìn thấy hai mẫu vật, trong bộ sưu tập của nhà nghiên cứu lớn người Anh Thomas Davies và nhà tự nhiên học Joseph Banks, nhưng không chắc chúng đã kết thúc như thế nào trong các bộ sưu tập tương ứng và không rõ nguồn gốc của chúng. Mặc dù Banks nhận được nhiều mẫu vật từ nhà thám hiểm người Anh James Cook, và Davies nhận được mẫu vật từ những người liên hệ ở New South Wales, ngụ ý một vị trí ở Nam Thái Bình Dương, không có hồ sơ nào về chim bồ câu xanh đốm được gửi từ những nguồn này. Sau cái chết của Davies, mẫu vật của ông được Edward Smith-Stanley, Bá tước thứ 13 của Derby, mua lại vào năm 1812, người đã cất giữ nó trong Knowsley Hall. Bộ sưu tập của Smith-Stanley được chuyển đến Bảo tàng Derby vào năm 1851, nơi mẫu vật được chuẩn bị từ giá đỡ nguyên bản (có lẽ đã được chính Davies phân loại) thành một tấm da nghiên cứu. Bảo tàng này sau đó trở thành Bảo tàng Thế giới, nơi lưu giữ mẫu vật ngày nay (được đánh số WML 3538), nhưng mẫu vật của Banks hiện đã bị thất lạc. Latham cũng đề cập đến một bức vẽ chim bồ câu màu xanh lá cây đốm trong bộ sưu tập của Ashton Lever cổ vật của Anh, nhưng không rõ bức tranh này dựa trên mẫu nào; nó có thể là một trong hai hoặc một cá nhân thứ ba. Latham đã đưa hình minh họa chim bồ câu xanh đốm vào tác phẩm năm 1823 Lịch sử chung của các loài chim, và mặc dù cơ sở cho hình minh họa của ông là không rõ, nó khác với mẫu của Davies ở một số chi tiết. Có thể nó được dựa trên bản vẽ trong bộ sưu tập Leverian, vì Latham đã nói rằng bản vẽ này cho thấy phần cuối của đuôi là "sâu màu sắt" (màu gỉ sắt), một đặc điểm cũng được mô tả trong hình minh họa của chính ông.
Chim bồ câu xanh đốm được đặt tên khoa học bởi nhà tự nhiên học người Đức Johann Friedrich Gmelin vào năm 1789, dựa trên mô tả của Latham. Tên khoa học ban đầu là Columba maculata có nghĩa là "chim bồ câu đốm" trong tiếng Latinh. Chính Latham đã chấp nhận cái tên này và sử dụng nó trong tác phẩm Index ornithologicus năm 1790 của mình. Vì Latham dường như đã dựa trên mô tả năm 1783 của mình trên mẫu vật của Davies, do đó đây có thể được coi là mẫu định danh của loài này. Các tác giả sau đó không chắc chắn về giá trị và mối quan hệ của các loài; nhà tự nhiên học người Anh James Francis Stephens cho rằng nó thuộc chi bồ câu ăn quả Ptilinopus vào năm 1826, và nhà điểu học người Đức Johann Georg Wagler thay vào đó cho rằng nó là chim bồ câu Nicobar chưa trưởng thành (Caloenas nicobarica) vào năm 1827. Nhà động vật học người Ý Tommaso Salvadori đã liệt kê loài chim này trong một phụ lục về "những loài chim bồ câu đáng ngờ, chưa được xác định" vào năm 1893. Năm 1898, nhà điểu học người Scotland Henry Ogg Forbes đã ủng hộ tính hợp lệ của loài này, sau khi kiểm tra các mẫu chim bồ câu Nicobar và kết luận rằng không có mẫu nào giống chim bồ câu xanh đốm ở bất kỳ giai đoạn phát triển nào. Do đó, ông coi nó là một loài khác biệt cùng chi với bồ câu Nicobar, Caloenas. Năm 1901, nhà động vật học người Anh Walter Rothschild và nhà điểu học người Đức Ernst Hartert đồng ý rằng con chim bồ câu thuộc về Caloenas, nhưng cho rằng nó có thể là một "sự bất thường", mặc dù nhiều hơn một mẫu vật đã được ghi nhận.
Chim bồ câu xanh đốm chỉ được đề cập lẻ tẻ trong y văn trong suốt thế kỷ 20; rất ít thông tin mới được công bố, và chim này vẫn là một bí ẩn. Năm 2001, nhà văn người Anh Errol Fuller cho rằng loài chim này đã bị coi thường về mặt lịch sử vì Rothschild (một nhà sưu tập các loài chim quý hiếm) đã bác bỏ nó như một hiện tượng quang sai, có lẽ vì bản thân ông không sở hữu mẫu vật còn sót lại. Fuller coi nó là một loài hợp lệ, đã tuyệt chủng, và cũng đặt ra một tên chung thay thế cho loài chim: chim bồ câu Liverpool. Trên cơ sở chứng thực của Fuller, BirdLife International đã liệt kê loài chim bồ câu xanh đốm là "Đã tuyệt chủng" trong Sách đỏ IUCN vào năm 2008; nó trước đây là "Không được công nhận". Năm 2001, nhà điểu học người Anh David Gibbs tuyên bố rằng chim bồ câu xanh đốm chỉ có bề ngoài giống với chim bồ câu Nicobar, và có thể đủ khác biệt để đảm bảo giống của nó (liên quan đến Ptilinopus, giống Gầm ghì, hoặc Gymnophaps). Ông cũng đưa ra giả thuyết rằng loài chim này có thể đã sinh sống trên một hòn đảo ở Thái Bình Dương, dựa trên những câu chuyện được người dân đảo Tahitian kể cho học giả người Tahitian Teuira Henry vào năm 1928 về một loài chim lốm đốm màu xanh lục và trắng gọi là titi. Nhà cổ sinh vật học người Mỹ David Steadman đã phản bác tuyên bố sau này trong một bài phê bình sách, lưu ý rằng titi là một từ tượng thanh (giống tiếng chim) được sử dụng đặc biệt cho các loài nước biển (thành viên của họ Hải âu) ở đông Polynesia. Các nhà điểu học người Anh Julian P. Hume và Michael Walters, viết vào năm 2012, đã đồng ý với Gibbs rằng loài chim này đảm bảo tình trạng chung.
Năm 2020, sau khi xem xét các văn bản lịch sử để làm rõ nguồn gốc và ngày tuyệt chủng của loài chim bồ câu xanh đốm, nhà điểu học người Pháp Philippe Raust chỉ ra rằng thông tin trong cuốn sách Ancient Tahiti năm 1928 của Henry không phải do cô thu thập mà do ông của cô, người Anh tôn kính. John Muggridge Orsmond, người đã thu thập các truyền thống Tahitian cổ đại trong nửa đầu thế kỷ 19. Cuốn sách dành một số trang cho các loài chim ở Tahiti và môi trường xung quanh nó, bao gồm cả những con đã tuyệt chủng, và mục mà Gibbs đã liên kết với chim bồ câu xanh đốm có viết: "Con titi, kêu" titi ", hiện đã tuyệt chủng ở Tahiti, có màu xanh lốm đốm và trắng và đó là bóng của các vị thần núi ". Chiếc titi được đưa vào đoạn văn liên quan đến chim bồ câu, điều này cho thấy nó đã được công nhận rõ ràng như vậy, và Raust thấy nó phù hợp với chim bồ câu xanh đốm. Mặc dù Steadman đã bác bỏ ý kiến dựa trên cái tên titi cũng được sử dụng cho các loài chim cắt, Raust chỉ ra rằng cái tên này được sử dụng cho nhiều loại chim hơn với cách phát âm giống như "titi". Raust cũng lưu ý rằng một từ điển Tahitian năm 1851 do John Davies tôn kính người xứ Wales biên soạn bao gồm từ tītīhope’ore, được sử dụng như một từ đồng nghĩa với titi của Henry trong một từ điển năm 1999. Dựa trên các định nghĩa trong từ điển của Davies, Raust đã dịch tên này là "tītī không có đuôi (dài)." Raust cho rằng cái tên này được dùng để phân biệt với loài gấu túi đuôi dài (Urodynamis taitensis), được gọi là "tītī oroveo", và nó hơi giống với minh họa của Latham về chim bồ câu xanh đốm, có màu nâu sẫm với các đốm nhạt màu và phần dưới. Raust tin rằng việc nghiên cứu các văn bản này đã củng cố nguồn gốc Tahitian của chim bồ câu xanh đốm, và cho rằng điều này có thể được xác nhận nếu một ngày nào đó xương của loài này được tìm thấy trên Tahiti và được phân tích DNA. Cho đến nay, một số địa điểm cổ sinh vật trên Tahiti đã được nghiên cứu, và các hóa thạch được tìm thấy ở đó vẫn chưa cho thấy các loài chưa biết.

### Sự phát triển

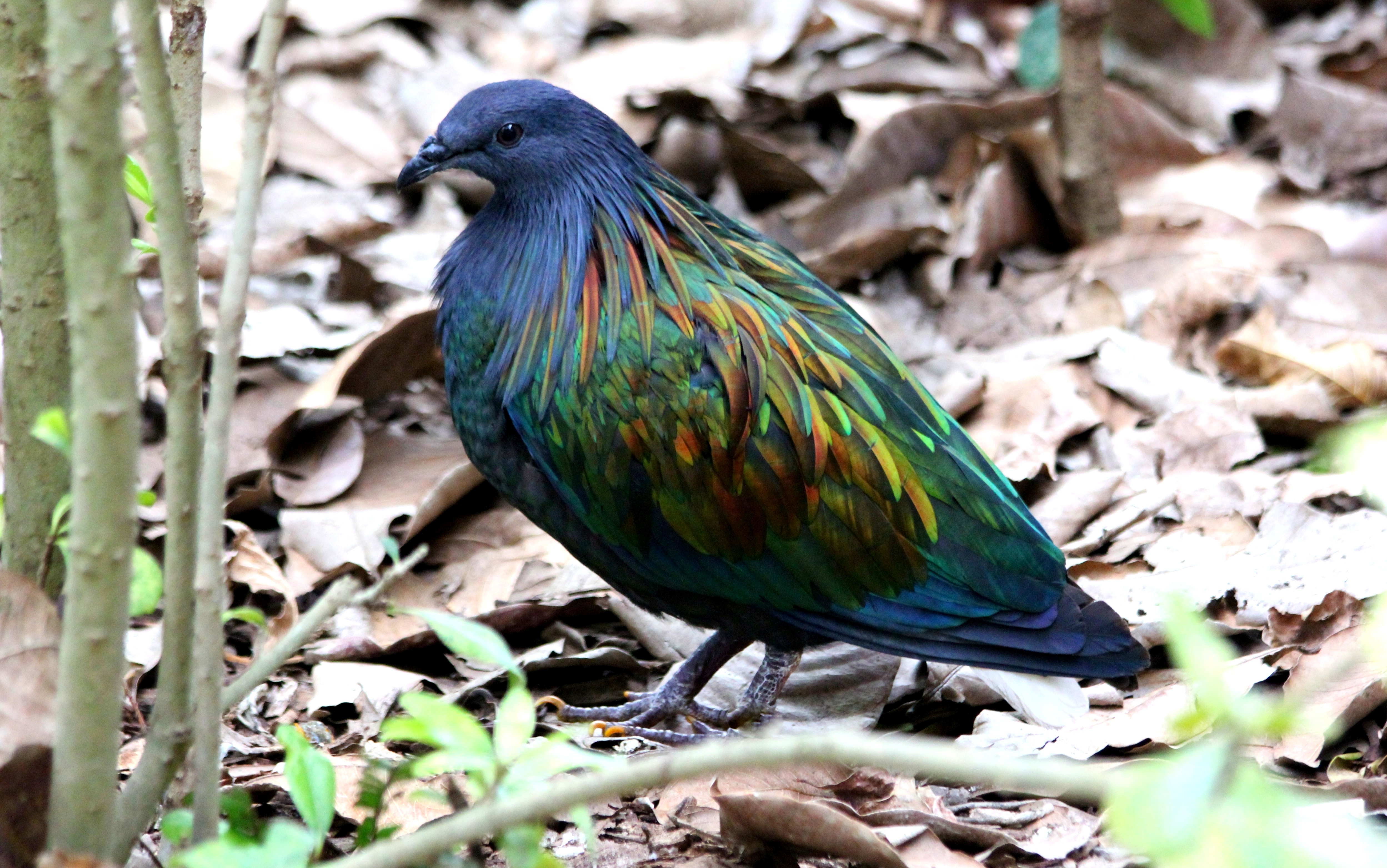
Chim bồ câu Nicobar thuộc cùng một chi và chủ yếu sống trên cạn

Năm 2014, một phân tích DNA cổ đại của nhà di truyền học người Úc Tim H. Heupink và các đồng nghiệp đã so sánh gen của mẫu chim bồ câu xanh đốm duy nhất với gen của các loài chim bồ câu khác, dựa trên các mẫu được chiết xuất từ hai chiếc lông của nó. Một trong những cây phát sinh loài kết quả (hoặc các biểu đồ) được hiển thị bên dưới:
|       | Didunculus strigirostris (Tooth-billed pigeon)                                                                       |
|       | |
| Goura | \| \| Goura victoria (Victoria crowned pigeon) \| \| \| \| \| \| Goura cristata (Western crowned pigeon) \| \| \| \| |
|       | \| \| Goura victoria (Victoria crowned pigeon) \| \| \| \| \| \| Goura cristata (Western crowned pigeon) \| \| \| \| |
|       | Goura victoria (Victoria crowned pigeon)                                                                             |
|       | |
|       | Goura cristata (Western crowned pigeon)                                                                              |
|       | |

|  | Goura victoria (Victoria crowned pigeon) |
|  |                                          |
|  | Goura cristata (Western crowned pigeon)  |
|  |                                          |

|  | Raphus cucullatus (Dodo)                   |
|  |                                            |
|  | Pezophaps solitarius (Rodrigues solitaire) |
|  |                                            |

|  | Caloenas maculata (Spotted green pigeon) |
|  |                                          |
|  | Caloenas nicobarica (Nicobar pigeon)     |

|  | Raphus cucullatus (Dodo)                   |
|  |                                            |
|  | Pezophaps solitarius (Rodrigues solitaire) |
|  |                                            |

|  | Caloenas maculata (Spotted green pigeon) |
|  |                                          |
|  | Caloenas nicobarica (Nicobar pigeon)     |

|       | Didunculus strigirostris (Tooth-billed pigeon)                                                                       |
|       | |
| Goura | \| \| Goura victoria (Victoria crowned pigeon) \| \| \| \| \| \| Goura cristata (Western crowned pigeon) \| \| \| \| |
|       | \| \| Goura victoria (Victoria crowned pigeon) \| \| \| \| \| \| Goura cristata (Western crowned pigeon) \| \| \| \| |
|       | Goura victoria (Victoria crowned pigeon)                                                                             |
|       | |
|       | Goura cristata (Western crowned pigeon)                                                                              |
|       | |

|  | Goura victoria (Victoria crowned pigeon) |
|  |                                          |
|  | Goura cristata (Western crowned pigeon)  |
|  |                                          |

|  | Raphus cucullatus (Dodo)                   |
|  |                                            |
|  | Pezophaps solitarius (Rodrigues solitaire) |
|  |                                            |

|  | Caloenas maculata (Spotted green pigeon) |
|  |                                          |
|  | Caloenas nicobarica (Nicobar pigeon)     |

|  | Raphus cucullatus (Dodo)                   |
|  |                                            |
|  | Pezophaps solitarius (Rodrigues solitaire) |
|  |                                            |

|  | Caloenas maculata (Spotted green pigeon) |
|  |                                          |
|  | Caloenas nicobarica (Nicobar pigeon)     |

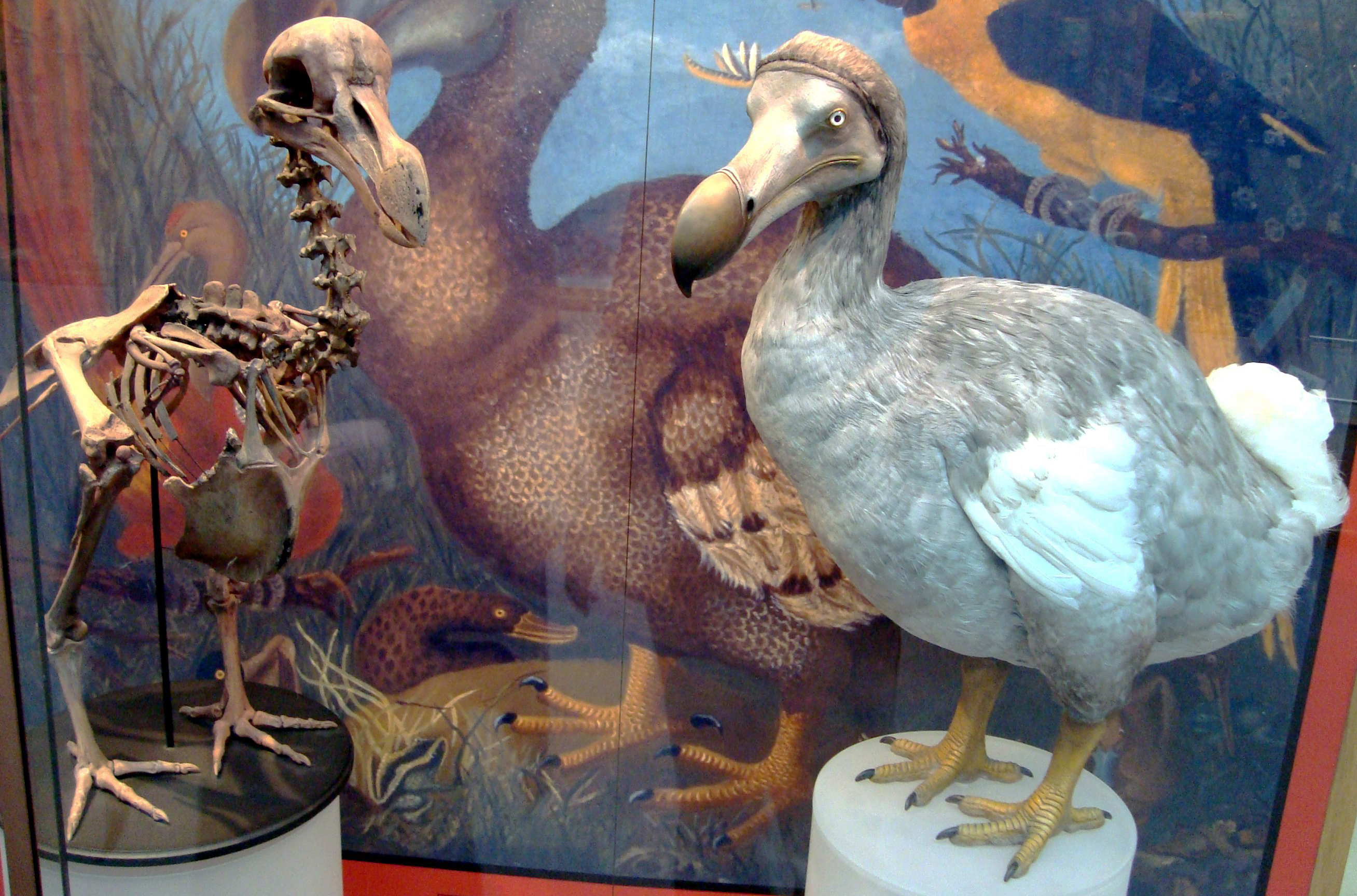
Raphines, chẳng hạn như dodo, là họ hàng gần nhất của chi Caloenas.

Chim bồ câu xanh đốm được chứng minh là gần giống chim bồ câu Nicobar nhất. Khoảng cách di truyền giữa hai loài này nhiều hơn so với các loài chim bồ câu khác, nhưng tương tự như khoảng cách giữa các loài khác nhau trong cùng một giống. Điều này khẳng định rằng cả hai là các loài khác biệt trong cùng một chi và chim bồ câu xanh đốm là một đơn vị phân loại độc nhất đã tuyệt chủng. Giống Caloenas được xếp vào một nhánh rộng hơn, trong đó hầu hết các thành viên đều biểu hiện sự pha trộn giữa các đặc điểm trên cây (sống trên cây) và trên cạn (sống trên mặt đất). Việc Caloenas được đặt trong một nhánh đa dạng về hình thái như vậy có thể giải thích tại sao nhiều mối quan hệ khác nhau đã được đề xuất trước đây cho các thành viên của chi. Một loài thứ ba trong giống Caloenas, bồ câu Kanaka (C. canacorum), chỉ được biết đến từ các bán hoa thạch được phát hiện ở New Caledonia và Tonga. Loài này lớn hơn hai thành viên khác của chi, vì vậy không chắc nó đại diện cho cùng một loài với bồ câu xanh đốm. Khả năng rằng chim bồ câu xanh đốm là con lai giữa các loài khác cũng có thể bị bỏ qua dựa trên kết quả di truyền.
Sự phân bố của chim bồ câu Nicobar và chim bồ câu Kanaka (dường như không bị giảm khả năng bay) cho thấy sự phân tán thông qua việc nhảy đảo và là nguồn gốc của chim bồ câu xanh đốm ở Châu Đại Dương hoặc Đông Nam Á. Thực tế là họ hàng gần nhất của Caloenas là phân họ Raphinae đã tuyệt chủng (lần đầu tiên được chứng minh trong một nghiên cứu năm 2002), bao gồm chim dodo từ Mauritius và loài chim đơn độc Rodrigues từ Rodrigues, cho thấy rằng chim bồ câu xanh đốm cũng có thể có nguồn gốc từ đâu đó ở Ấn Độ dương. Trong mọi trường hợp, có vẻ như rất có thể con chim sinh sống ở một địa điểm trên đảo, giống như họ hàng của nó. Việc những con chim bồ câu Caloenas được nhóm lại thành đàn ở gốc của dòng dõi dẫn đến Raphinae cho thấy rằng tổ tiên của loài chim dodo không biết bay và chim Rodrigues solitaire có thể bay, và đến được quần đảo Mascarene bằng cách nhảy đảo từ Nam Á.

## Miêu tả

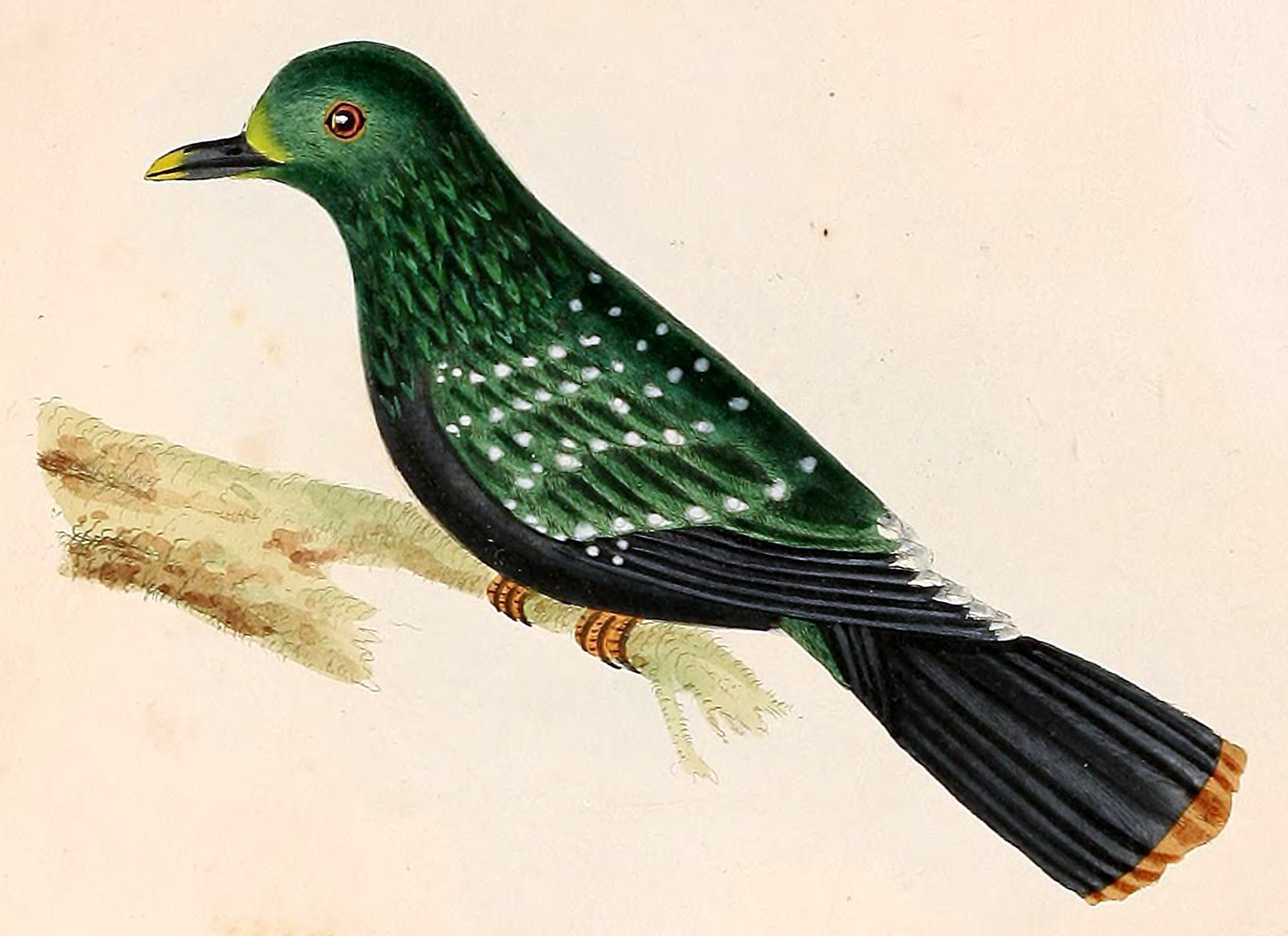
Phiên bản thay thế của hình minh họa năm 1823 của Latham; lưu ý các cánh dài.

Mô tả năm 1823 của Latham về chim bồ câu xanh đốm trong cuốn Lịch sử chung về các loài chim (mở rộng từ mô tả trong A General Synopsis of Birds) như sau:
Chiều dài mười hai inch. Hóa đơn màu đen, pha chút vàng nhạt; tròn mắt thường; màu chung của bộ lông màu xanh lá cây đậm, và bóng; đầu và cổ sẫm màu hơn các phần còn lại và có một màu trơn; lông của cổ dài và hẹp, giống như lông gà trống; mỗi chiếc lông của cánh và vảy có một điểm màu trắng như lông rất nhạt, với một điểm chạy lên trên, hơi có hình tam giác: bút lông và đuôi màu đen; những chiếc lông của chiếc đầu tiên có màu trắng như lông tơ, những chiếc cuối cùng có màu trắng ánh kim, và thậm chí ở phần cuối: bụng, đùi và lỗ huyệt, màu đen sẫm: chân màu nâu và ống chân được bao phủ một nửa bằng lông tơ; móng vuốt màu đen. Chúng tôi mới chỉ nhìn thấy hai mẫu vật; một chiếc thuộc bộ sưu tập của Tướng Davies, chiếc còn lại thuộc quyền sở hữu của Ngài Joseph Banks. Trong một bức vẽ ở Sir Ashton Lever's, phần cuối của chiếc đuôi có màu đen sâu.

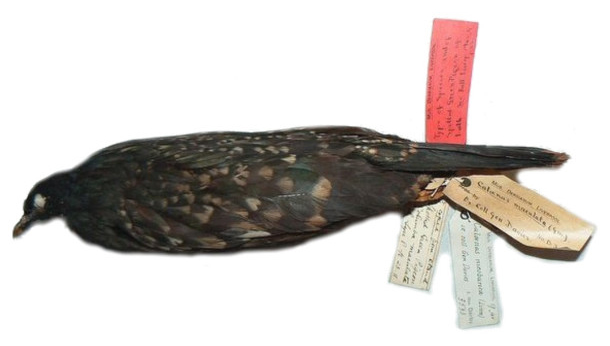
Mặt bên của mẫu vật duy nhất

Hầu hết các tài liệu đề cập đến chim bồ câu xanh đốm chỉ đơn giản lặp lại các mô tả của Latham, bổ sung thêm một số thông tin mới, cho đến khi Gibbs xuất bản một mô tả chi tiết hơn vào năm 2001, tiếp theo là người phụ trách bảo tàng Hein van Grouw vào năm 2014. Mẫu vật còn sống có chiều dài 32 cm (12,6 in), mặc dù các mẫu vật nghiên cứu thường bị kéo căng hoặc nén trong quá trình phân loại, và do đó có thể không phản ánh chiều dài của một loài chim sống. Trọng lượng chưa được ghi lại. Con chim bồ câu xanh đốm dường như nhỏ hơn và bóng bẩy hơn chim bồ câu Nicobar, đạt 40 cm (15,7 in), và chim bồ câu Kanaka dường như lớn hơn 25% so với chim bồ câu sau. Với chiều dài 126 mm (5 in), đuôi dài hơn của chim bồ câu Nicobar, nhưng so với đầu thì nhỏ hơn. Mặt tiền có kích thước 20 mm (0,8 in), và phần ta rô có kích thước 33 mm (1,3 in). Mặc dù các cánh của mẫu vật có vẻ ngắn và tròn, và được mô tả là dài 175 mm (6,9 in), van Grouw đã phát hiện ra rằng năm chiếc lông chính bên ngoài đã được kéo ra khỏi mỗi cánh và cho rằng đôi cánh sẽ do đó tuổi thọ dài hơn khoảng 50 mm (2 in), tổng cộng khoảng 225 mm (9 in). Điều này phù hợp với hình minh họa năm 1823 của Latham, cho thấy một con chim có đôi cánh dài hơn.

Phần mỏ của mẫu vật có màu đen với đầu hơi vàng, và phần não cũng màu đen, có lông ở phía trên, gần như tới lỗ mũi. Các truyền thuyết trần truồng, và phần trên của đầu có màu đen nhớt. Phần còn lại của đầu chủ yếu có màu đen nâu. Các lông của gáy và cổ hơi phân nhánh và có màu xanh lục sẫm bóng, phần sau có phản xạ ánh kim loại. Các lông ở cổ dài ra (đôi khi được gọi là lông tơ), và một số lông ở hai bên và phần dưới có các đốm nhạt màu gần đầu lông. Hầu hết các lông ở phần trên và cánh có màu nâu sẫm hoặc nâu đen với một lớp bóng xanh đậm. Hầu hết tất cả những chiếc lông này đều có một đốm màu vàng nhạt hình tam giác ở đầu của chúng. Các đốm gần như hơi trắng trên một số lông hình vảy, mơ hồ và sẫm màu trên các lông chính. Mặt dưới của cánh có màu đen với lông bay màu nâu, có một đốm hoặc dải màu nhạt ở đầu cánh. Vú có màu nâu đen với ánh xanh mờ. Đuôi có màu hơi đen với ánh xanh lục sẫm, mặt dưới màu nâu đen, với một dải màu quế hẹp ở cuối. Điều này khác với đầu đuôi màu gỉ sét được thể hiện trong bản vẽ thuộc sở hữu của Lever và hình minh họa của chính Latham. Chân nhỏ và mảnh mai, có ngón chân dài, móng vuốt lớn, và một chiếc vòi tương đối ngắn, trong khi bồ câu Nicobar có móng vuốt ngắn hơn và một chiếc vòi dài hơn.

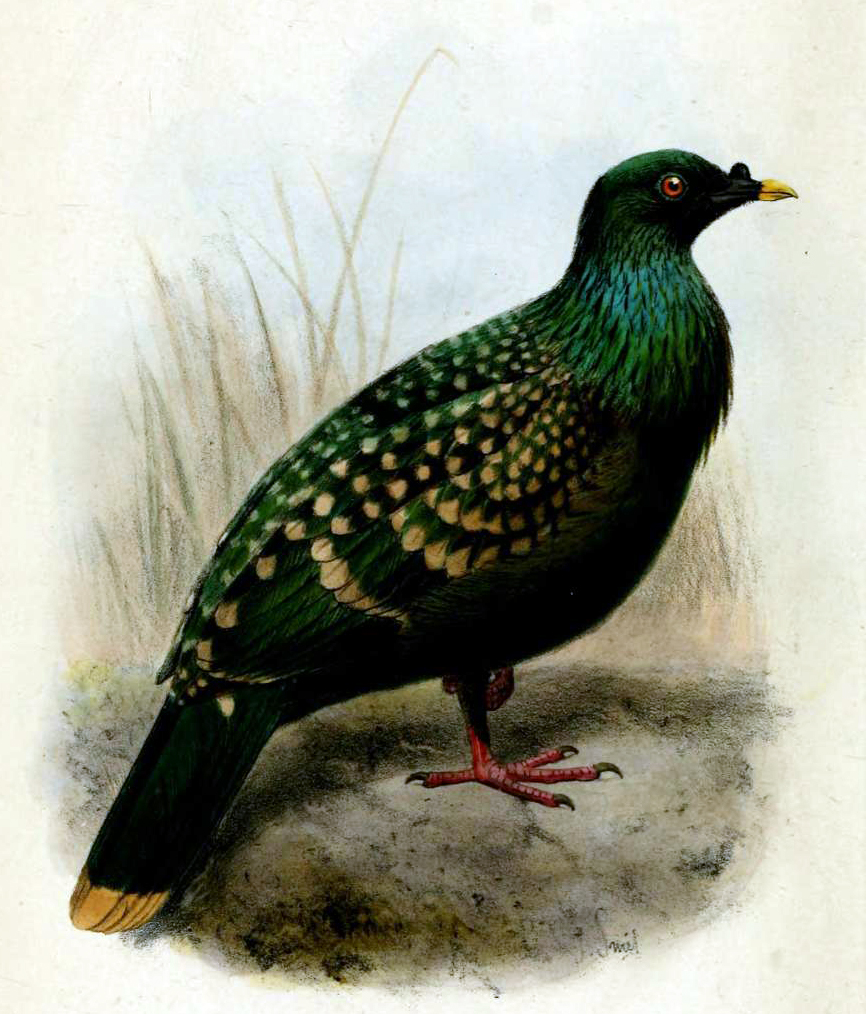
Hình minh họa năm 1898 của Joseph Smit, mô tả không chính xác con chim với núm trên mỏ và chân ở các vị trí ngược lại

Khi kiểm tra mẫu vật, van Grouw nhận thấy rằng đôi chân đã có lúc bị tách ra và giờ được gắn đối diện với vị trí tự nhiên của chúng. Do đó, phần lông ngắn của chân sẽ được gắn vào mặt trong của thân trên trong cuộc sống, chứ không phải bên ngoài. Chiếc đĩa đi kèm với bài báo năm 1898 của Forbes cho thấy những chiếc lông ở mặt ngoài và mô tả chân có màu hơi hồng, trong khi chúng có màu vàng ở da. Đôi khi, con chim bồ câu màu xanh lá cây đốm được mô tả là có một cái núm ở đáy tờ tiền, tương tự như của chim bồ câu Nicobar. Ý tưởng này dường như bắt nguồn từ Forbes, người đã khắc họa con chim với đặc điểm này, có lẽ do ông tin rằng nó là một loài của Caloenas; nó được mô tả với một núm vào cuối năm 2002. Điều này là mặc dù thực tế là mẫu vật còn sót lại không có núm và Latham đã không đề cập hoặc mô tả đặc điểm này, vì vậy những mô tả như vậy có lẽ không chính xác. Đôi mắt nhân tạo của mẫu vật đã bị loại bỏ khi nó được chuẩn bị thành da nghiên cứu, nhưng lớp sơn màu đỏ xung quanh hốc mắt bên phải cho thấy rằng ban đầu nó được dự định để có đôi mắt đỏ. Không biết liệu điều này có đại diện cho màu mắt tự nhiên của loài chim hay không, nhưng đôi mắt cũng được mô tả là màu đỏ trong hình minh họa của Latham, điều này dường như không dựa trên mẫu vật hiện có. Forbes đã mô tả mống mắt có màu cam và vùng da quanh mắt có màu xanh lục, mặc dù đây có thể là phỏng đoán.
Các đốm hình tam giác của chim bồ câu đốm xanh không phải là duy nhất ở chim bồ câu, mà còn được thấy ở chim bồ câu cánh đốm (Columba maculosa) và bồ câu đốm (C. guinea), và là kết quả của sự thiếu lắng đọng melanin trong quá trình phát triển. Những đốm lông màu vàng rất mòn, trong khi những chiếc lông ít mòn hơn có đầu trắng; điều này cho thấy rằng bộ lông trước đã bị ố vàng trong suốt cuộc đời hoặc đại diện cho một giai đoạn khác của bộ lông, và bộ lông sau đó tươi hơn. Bộ lông của chim bồ câu xanh đốm khác biệt là rất mềm so với các loài chim bồ câu khác, có lẽ do lông cơ thể dài ra tương xứng. Lông của chim bồ câu không dài như lông của chim bồ câu Nicobar, và lông không khác với lông của các loài chim bồ câu khác về cấu trúc vi mô của chúng. Bộ lông cũng rất khác biệt về sắc tố, ngoại trừ phần chóp của lông, và thậm chí lông tơ cũng sẫm màu, không giống như hầu hết các loài chim khác (một đặc điểm thường thấy ở bộ lông không giống).
Mặc dù bộ lông của chim bồ câu xanh đốm giống với bộ lông của chim bồ câu Nicobar ở một số khía cạnh, nó cũng giống với bộ lông của các loài trong chi bồ câu hoàng gia Ducula. Màu xanh lá cây kim loại thường được tìm thấy trong số chúng, và có thể nhìn thấy những vết xước tương tự ở chim bồ câu hoàng gia goliath (D. goliath). Chim bồ câu đế quốc Polynesia (D. aurorae) có bộ lông mềm tương tự, các cá thể chưa trưởng thành của loài này và chim bồ câu hoàng gia Thái Bình Dương (D. pacifica) có bộ lông khác với bộ lông của chim non và chim trưởng thành cho đến khi chúng lột xác. Do đó, van Grouw nhận thấy có thể phần dưới màu nâu đen xỉn của mẫu chim bồ câu xanh đốm còn sót lại đại diện cho bộ lông của một con chim chưa trưởng thành, vì những con trưởng thành của những con tương tự có ánh kim mạnh hơn và bóng hơn. Ông gợi ý rằng con chim sáng hơn với phần dưới nhạt màu hơn và đầu cánh trắng hơn trong hình minh họa của Latham có thể đại diện cho bộ lông trưởng thành.

## Hành vi và sinh thái

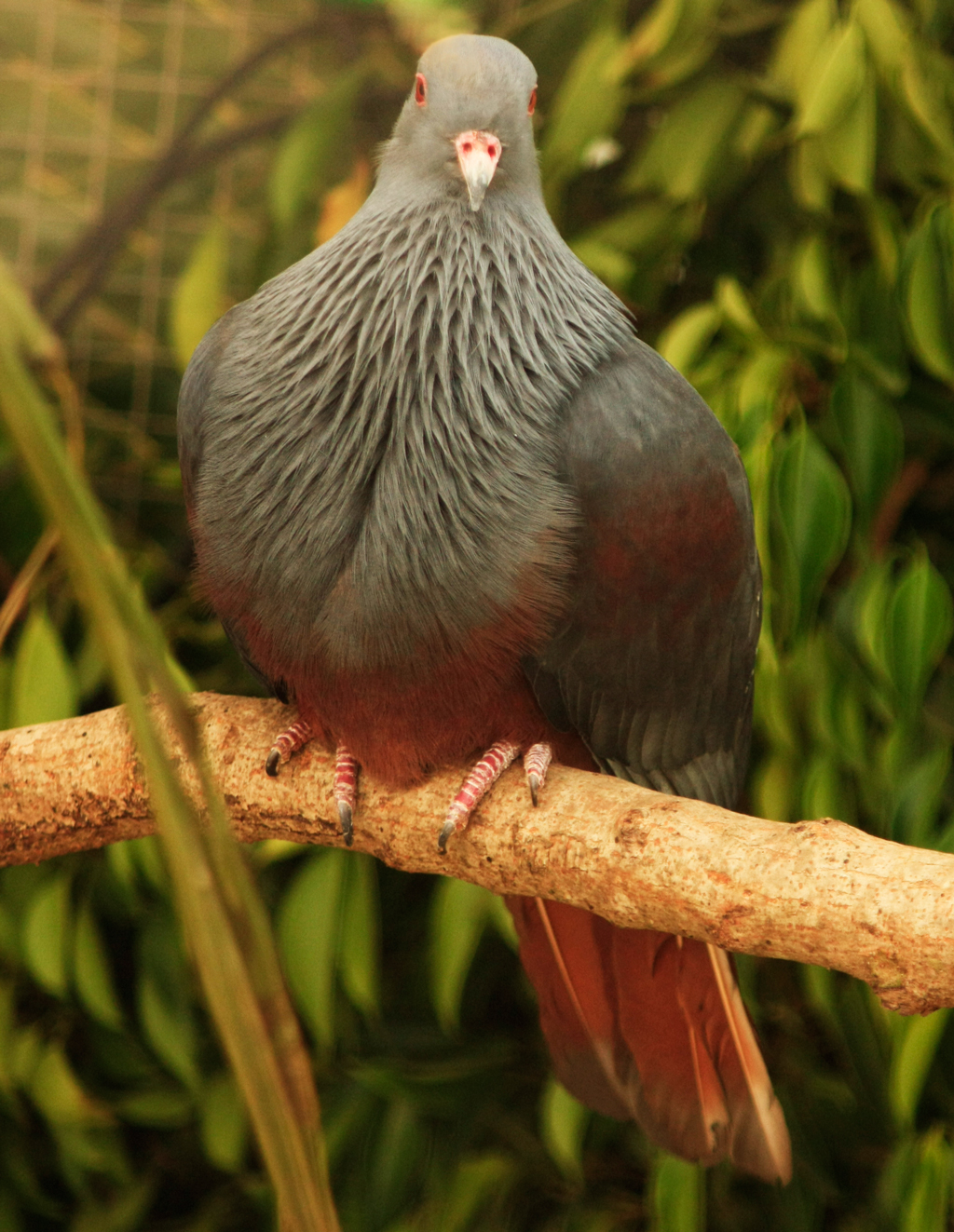
Chim bồ câu Ducula, giống như chim bồ câu hoàng gia goliath, có thể so sánh về mặt sinh thái học.

Hành vi của chim bồ câu xanh đốm không được ghi lại, nhưng các lý thuyết đã được đề xuất dựa trên các đặc điểm ngoại hình của nó. Gibbs nhận thấy những chiếc chân mỏng manh, có một phần lông và đuôi dài là dấu hiệu của ít nhất một phần thói quen của cây cối. Sau khi lưu ý rằng cánh không ngắn, van Grouw tuyên bố rằng loài chim này sẽ không sống trên cạn, không giống như loài chim bồ câu Nicobar có liên quan. Ông chỉ ra rằng tỷ lệ và hình dạng tổng thể của con chim (đuôi dài hơn, chân ngắn hơn, lông chính có lẽ dài đến giữa đuôi) giống với chim bồ câu thuộc giống Ducula. Do đó, nó có thể tương tự về mặt sinh thái với những loài chim đó, cũng là loài động vật chân thực mạnh mẽ, và được giữ trong những tán rừng rậm rạp. Ngược lại, chim bồ câu Nicobar chủ yếu trên cạn kiếm ăn trên tầng rừng. Đôi mắt đen của chim bồ câu Nicobar là đặc trưng của các loài kiếm ăn trên các tầng rừng, trong khi màu lông và đôi mắt có lẽ có màu của chim bồ câu xanh đốm tương tự như của chim bồ câu ăn trái cây (ăn trái cây). Bàn chân của chim bồ câu xanh đốm cũng tương tự như bàn chân của chim bồ câu kiếm ăn trên cây. Các thanh mảnh cho thấy rằng nó ăn trái cây mềm.
Tin rằng đôi cánh ngắn và tròn, Gibbs cho rằng loài chim này không phải là loài bay mạnh, và do đó không phải là loài du mục (di chuyển định kỳ từ nơi này sang nơi khác). Mặc dù có đôi cánh dài hơn rõ ràng có thể khiến nó trở thành một người bay mạnh mẽ, van Grouw cũng nghĩ rằng nó sẽ là một loài chim ít vận động (chủ yếu ở cùng một địa điểm), không thích bay qua vùng nước mở, tương tự như các loài ở Ducula. Nó có thể phân bố hạn chế trên một hòn đảo nhỏ, xa xôi, điều này có thể giải thích tại sao nguồn gốc của nó vẫn chưa được biết đến. Raust chỉ ra rằng việc người Polynesia coi titi phát ra từ các vị thần núi cho thấy rằng nó sống trong các khu rừng hẻo lánh, ở độ cao.

## Sự tuyệt chủng
Chim bồ câu xanh đốm rất có thể đã tuyệt chủng, và có thể đã gần tuyệt chủng vào thời điểm người châu Âu đến khu vực bản địa của nó. Các loài này có thể đã biến mất do bị săn bắt quá mức và trở thành con mồi của các loài động vật du nhập. Hume cho rằng loài chim này có thể đã sống sót cho đến những năm 1820.Raust đồng ý rằng sự tuyệt chủng của loài chim đã xảy ra trong những năm 1820, chỉ ra rằng việc nhập loài chim titi trong cuốn sách năm 1928 của Henry được dựa trên các tài liệu cũ hơn nhiều.